# Ułus wilujski
Ułus wilujski (ros. Вилюйский улус, jakut. Бүлүү улууһа) – ułus położony na zachodzie Jakucji w Rosji. Według danych na rok 2020 w ułusie mieszkały 25 104 osoby.

## Historia
9 stycznia 1930 roku utworzono rejon wilujski, a 29 września 2000 roku rejon ten otrzymał status ułusu.